# Bandera de Ruanda
La nova Bandera de Ruanda es va adoptar el 25 d'octubre del 2001.

## Detalls
La bandera té tres colors: blau, groc i verd, la banda blau clar representa la felicitat i la pau, la banda groga simbolitza el desenvolupament econòmic i la banda verda simbolitza l'esperança de prosperitat. El sol groc representa la il·luminació.
La bandera representa la unitat nacional, el respecte pel treball, l'heroisme i la confiança en el futur. D'acord amb la raó oficial de l'estat, la bandera es va adoptar (juntament amb un nou himne nacional en aquell moment) per evitar connotacions al Genocidi de Ruanda de 1994 que va afirmar que encarnava l'anterior. No obstant això, alguns ruandesos en aquell moment van expressar dubtes sobre el raonament i ho van veure com un intent del governant Front Patriòtic Ruandès d'expressar el seu poder polític canviant els símbols estatals. La bandera va ser dissenyada per Alphonse Kirimobenecyo.
Quan es penja verticalment, la bandera s'ha de mostrar com la versió horitzontal girada 90 graus en sentit horari.

## Bandera anterior
L'antiga bandera de Ruanda estava formada per tres franges verticals de color vermell, groc i verd, amb una gran lletra R al mig, que s'hi va incloure per distingir la bandera de la de Guinea. Derivats de la bandera d'Etiòpia, els colors verd, groc i vermell representen la pau, l'esperança pel futur i el poble. La bandera es va haver de canviar perquè s'havia convertit en un símbol de la brutalitat del Genocidi de Ruanda.
No obstant això, alguns ruandesos en aquell moment van expressar dubtes sobre el raonament declarat i simplement van veure tot això com un intent del Front Patriòtic Ruandès governant d'afirmar el seu poder polític canviant els símbols estatals establerts.

Bandera del Regne de Ruanda (1959-1962)
Antiga bandera de Rwanda (1962-2001)